# Sérgio Müller
Sergio José Dulac Müller (Porto Alegre, 19 de maio de 1940 — Porto Alegre, 1 de junho de 2011) foi um advogado e jurista brasileiro. Foi desembargador do Tribunal de Justiça do Estado do Rio Grande do Sul, consultor jurídico e professor universitário de direito empresarial  na Faculdade de Direito da Pontifícia Universidade Católica do Rio Grande do Sul (PUCRS).

## Biografia
Formou-se em ciências jurídicas e sociais pela Universidade Federal do Rio Grande do Sul (UFRGS) em 1966. Tomou posse como juiz de direito em outubro de 1968, jurisdicionando as comarcas de Marcelino Ramos, Torres, Gravataí, Rio Grande, Novo Hamburgo e Porto Alegre. No ano de 1988, foi promovido a juiz do então Tribunal de Alçada e, em junho de 1992, a desembargador do Tribunal de Justiça. Aposentou-se em 5 de novembro de 1996.
Posteriormente, como advogado, atuou na defesa da multinacional Philip Morris no Brasil. Exerceu a advocacia liberal até o fim de sua vida.

## Opiniões políticas
Influenciado por escritores e juristas anglo-saxões, Müller foi um apologista incansável do liberalismo econômico e do capitalismo. Também foi conhecido por sua fervorosa defesa da liberdade de expressão, como se nota na seguinte decisão, proferida em 1995, quando era desembargador do Tribunal de Justiça do Rio Grande do Sul:
Ação Civil Pública ajuizada para impedir publicação "chula". Na medida em que, como nos Estados Unidos, Bill of Rights, e em razão do avanço da civilização, a Constituição Brasileira, Art. 5º, IX, vedou a censura, é lógico que o ECA, Art. 4º, não autoriza o juiz a fazê-la, não se estando sob jugo nazi-fascista ou stalinista. O pedido de censura é juridicamente impossível, reconhecida e proclamada a carência de ação.
A despeito de sua identificação política e econômica liberal, teve o seu nome, durante a década de 1970, lançado nos arquivos do Departamento de Ordem Política e Social (DOPS), o que, eventualmente, atribui-se à sua postura de independência no exercício da magistratura.

## Livro
Em 2002, estreou como escritor, publicando a obra Direitos Essenciais dos Acionistas, que trata com objetividade os direitos dos acionistas de companhias ou sociedades anônimas, apontando para os elementos que conciliariam o respeito e a proteção dos acionistas minoritários, com as exigências da prática da governança corporativa. Müller defendia que a companhia deveria adotar prática de respeito aos acionistas para conseguir estabelecer-se melhor no mercado e captar recursos. A visão sobre os minoritários como tolos (investem as suas economias) e pretensiosos (querem receber dividendos) precisa ser combatida.
É autor e co-autor de outras obras, entre as quais o recente artigo Execução e Cumprimento do Acordo de Acionistas, elaborado em co-autoria com Thomas Dulac Müller, publicado post-mortem no livro Direito Processual Empresarial, editado em homenagem ao desembargador do Tribunal de Justiça de São Paulo Manoel de Queiroz Pereira Calças.

## Morte
Müller faleceu aos 71 anos, após seis meses de luta contra um câncer de pâncreas. O velório foi realizado no Crematório Metropolitano São José, em Porto Alegre.